# イ・ヨンジャ
イ・ヨンジャ（漢字：李英子、ハングル：이영자、ハングル音写：Yi Yeongja、英語綴り：Young-ja Lee、1967年8月15日 - ）は韓国の音楽教育者、作曲家。現代の韓国で最も重要な女性作曲家とされている。

## 経歴
江原道原州市生まれ。梨花女子大学校、パリ音楽院、ブリュッセル王立音楽院、マンハッタン音楽学校で学んだ。日本統治と朝鮮戦争の時代に苦難の時期を経験し、20世紀韓国音楽の牽引者と言われるまでに成長した。
5人の仲間と韓国女性作曲家協会を創設し、初代理事長に就いた。しばしば「韓国現代音楽の顔であり母」と呼ばれる。その作品は韓国国外でも演奏され、録音もされている。
イ・ヨンジャの音楽にはフランス音楽、西アフリカ音楽、インドネシアのガムラン音楽、韓国の伝統音楽の要素がミックスされ、独特な多文化的な作風を生み出している。西洋音楽と韓国音楽の統合されたスタイルで知られている。

## 作品
- ヴァイオリン、チェロ、ピアノのための「魂の巡礼」
- フルート、クラリネット、ファゴットのための三重奏曲
- ピアノ変奏曲
- 3台の琴のための哀歌
- 6つの歌
- プロヴァンの記憶